# Holger Seebach
Holger Seebach (* 17. März 1922 in Aarhus; † 30. August 2011 in Odense) war ein dänischer Fußballspieler.
Seebach spielte bei B 1913 Odense, Odense BK und von 1945 bis 1956 beim Akademisk BK aus Kopenhagen.
Von 1947 bis 1953 spielte Seebach auch in der dänischen Nationalmannschaft; sein Debüt gab er ebenso wie Dion Ørnvold und Jørgen Wagner Hansen am 21. September 1947 beim Spiel in Oslo gegen Norwegen. Im folgenden Jahr nahm er mit der dänischen Mannschaft an den Olympischen Spielen in Großbritannien teil. Im Halbfinale gegen Schweden erzielte Seebach sein erstes Tor im Nationaltrikot, das einzige der Dänen bei der 1:4-Niederlage. Im Spiel um Platz drei, in dem Dänemark mit einem 5:3-Sieg gegen das Vereinigte Königreich die Bronzemedaille gewann, kam er nicht zum Einsatz. Vier Jahre später stand er erneut im Kader der Dänen bei den Olympischen Spielen in Helsinki, wo die Rotweißen das Viertelfinale erreichten und Seebach drei der sieben dänischen Treffer erzielte. Am 9. August 1953 machte er sein letztes von 17 Länderspielen; beim 4:0-Sieg in Kopenhagen gegen Island erzielte er sein einziges Doppelpack im Nationaltrikot und damit die letzten zwei seiner neun Tore.